# Тихие Зори (остановочный пункт)
Тихие Зори — платформа Красноярской железной дороги в городе Красноярске. Расположена на однопутном участке Транссибирской магистрали, на перегоне Енисей — Дивногорск (станция), между станциями Енисей и Бобровый лог. 28-й по счёту остановочный пункт «Городской электрички».
Имеет одну боковую платформу с металлическим навесом. Боковая платформа расположена с северной стороны путей, находится в районе Николаевского моста и Платинум Арены. Оснащена крытыми навесами, скамейками, светодиодной системой освещения, пандусами, тактильными указателями и наземными пешеходными переходами через пути
На станции останавливаются все электропоезда следования Енисей — Дивногорск, Дивногорск — Бугач и Дивногорск — Красноярск.
Открыта в 2018 году. 
Платформа построена в рамках проекта «Городская электричка» и в рамках подготовки к Всемирной зимней универсиаде — 2019. В торжественной церемонии открытия приняли участие начальник Красноярской железной дороги Вадим Владимиров, министр транспорта Красноярского края Константин Димитров, глава города Красноярска Сергей Ерёмин.